# توماتا
توماتاوهاكاتانجيهانجاكواوتاماتيابوكيوهينواكيتاناتاهو (حروف لاتينية:Taumatawhakatangihangakoauauotamateaturipukakapikimaungahoronukupokaiwhenuakitanatahu استمع) هو اسم باللغة الماورية لتل في نيوزيلندا يبلغ ارتفاعها 305 أمتار (1,001 قدم) بالقرب من مدينة برانجاهاو جنوب وايبوكوراو في منطقة خليج هوكس الجنوبية، نيوزيلندا. نظراً لطوله المبالغ فيه، فعادة ما يختصر الاسم إلى (توماتا) بين العامة المحليين. قاعدة بيانات أسماء الأماكن الجغرافية في نيوزيلندا، سجلت اسم الموقع كـ Taumatawhakatangihangakoauauotamateapokaiwhenuakitanatahu. وقد اكتسب شهرة كأطول اسم لمكان في دولة ناطقة باللغة الإنجليزية. وهو ثاني أطول اسم مكان في العالم وفقاً لـ (Wises New Zealand Guide) و(New Zealand Herald)

## ترجمة الاسم
تترجم العبارة باللغة الماورية كالتالي:
| توماتا | القمه اللتي عليها قام تاماتيه ،صاحب الركب الكبيرة متسلق الجبال ومبتلع الاراضي والمسافر ، بعزف الناي لمن يحب. | توماتا |

وبـ 85 حرفاً دخل هذا الاسم لموسوعة جينيس كأطول اسم مكان في العالم باللغة الإنجليزية.

## صيغ أخرى
يحمل هذا المكان أسماء أخرى أطول من الاسم الأصلي مثل:

Taumatawhakatangihangakoauauotamateaurehaeaturipukakapikimaungahoronukupokaiwhenuakitanatahu

(92 حرفًا)

Taumata-whakatangihanga-koauau-o-Tamatea-haumai-tawhiti-ure-haea-turi-pukaka-piki-maunga-horo-nuku-pokai-whenua-ki-tana-tahu

(105 أحرف)

## تاماتيه مستكشف الأراضي
Tamatea-pōkai-whenua (تاماتيه مستكشف الأراضي) كان والد كاهونغونو، أحد أسلاف الـ Ngāti Kahungunu أحد قبائل الأيوي Iwi.